# Mostafa Chendid
Mostafa Chendid (Marocco, 1967) è un imam marocchino con cittadinanza danese dal 2002.

## Biografia
Ex tassista, è un membro della Società Islamica in Danimarca in cui ricopre la carica di tutore spirituale. È comunemente ritenuto il successore di Ahmad Abu Laban.